# Mülayim, Derbent
Mülayim là một xã thuộc huyện Derbent, tỉnh Konya, Thổ Nhĩ Kỳ. Dân số thời điểm năm 2011 là 453 người.